# Винени
Винени (Пили) је насеље у Грчкој у општини Преспа, периферија Западна Македонија. Према попису из 2021. године било је 65 становника.

## Географија
Винени је удаљен око 47 km западно од града Лерин (Флорина), који се налази близу Малог Преспанског језера.

## Становништво
Македонски историчар Тодор Симовски, 1998. године наводи да је Винени аромунско насеље.
Преглед становништва:
| Година       | 1961 | 1971 | 1981 | 1991 | 2001 |
| ------------ | ---- | ---- | ---- | ---- | ---- |
| Становништво | 122  | 112  | 137  | —    | 116  |